# Trevarlav
Trevarlav (Peltigera polydactylon) är en lavart som först beskrevs av Noël Martin Joseph de Necker, och fick sitt nu gällande namn av Franz Georg Hoffmann. Trevarlav ingår i släktet Peltigera och familjen Peltigeraceae.  Arten är reproducerande i Sverige. Inga underarter finns listade i Catalogue of Life.

## Källor

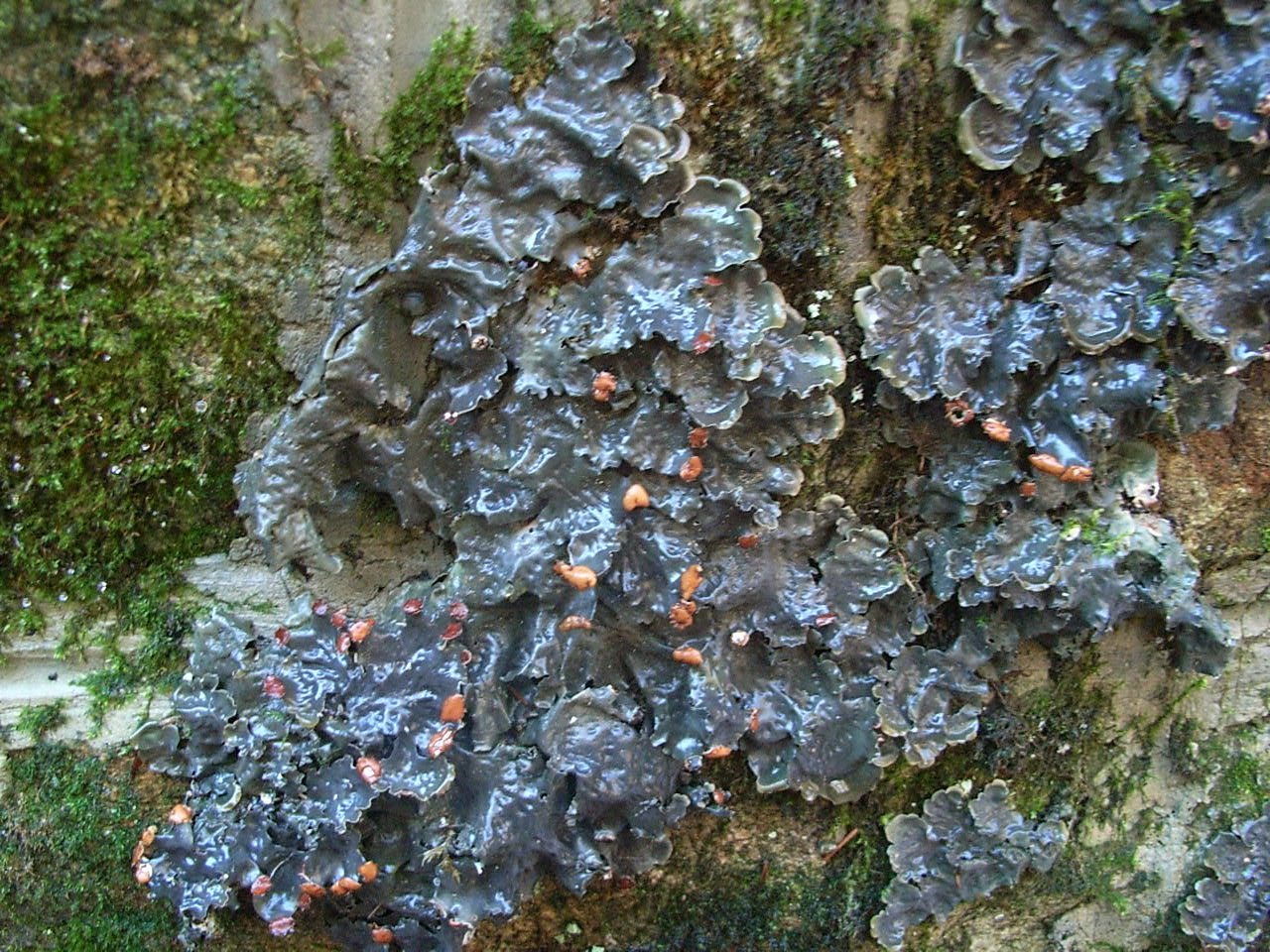
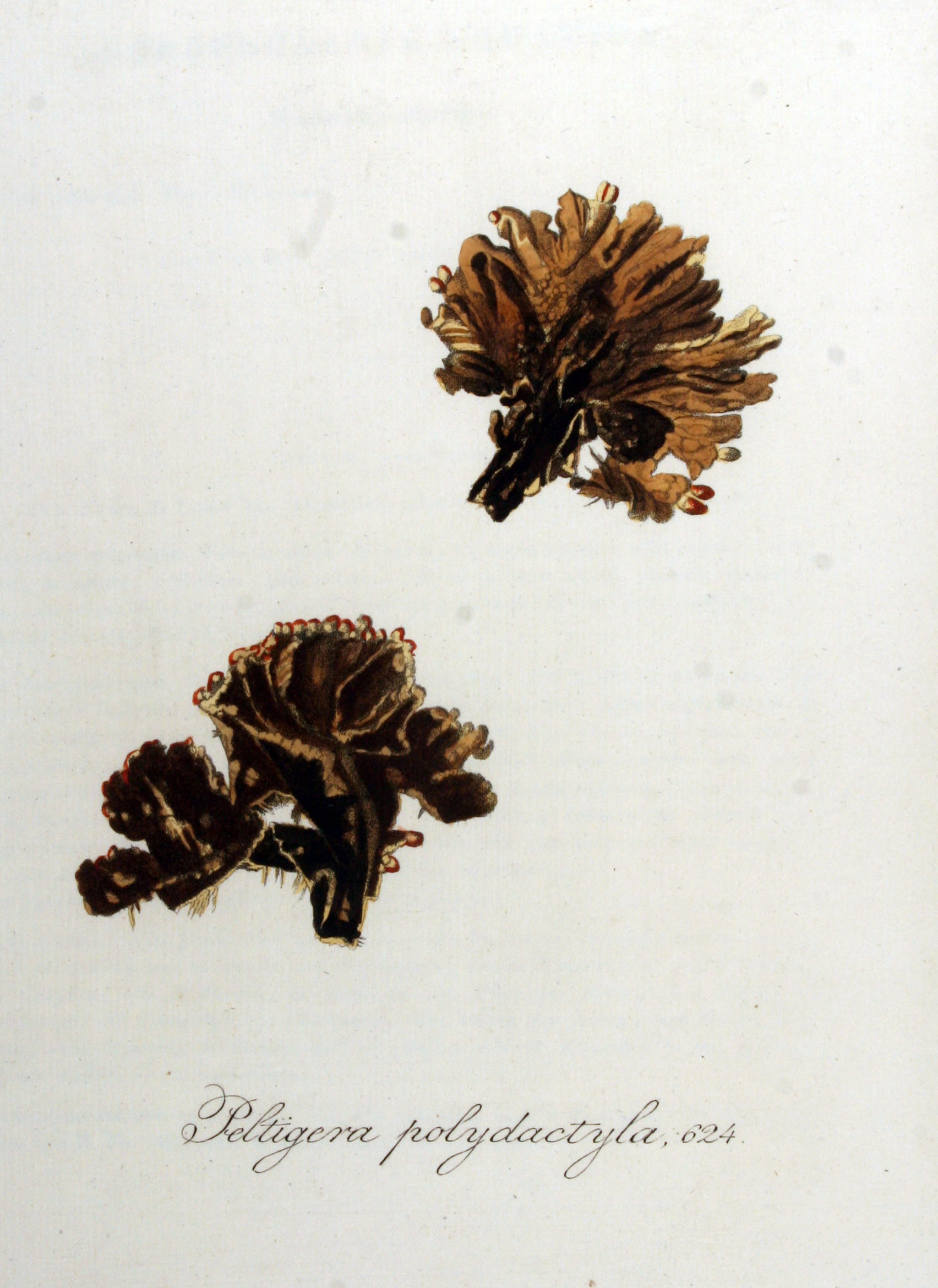
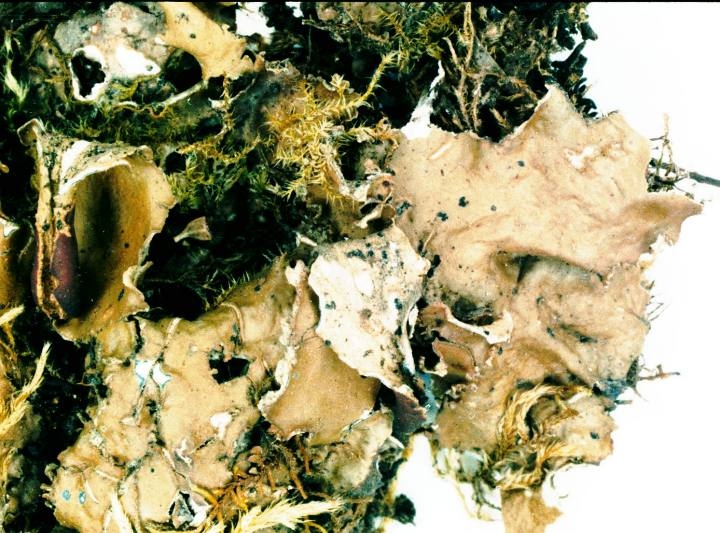
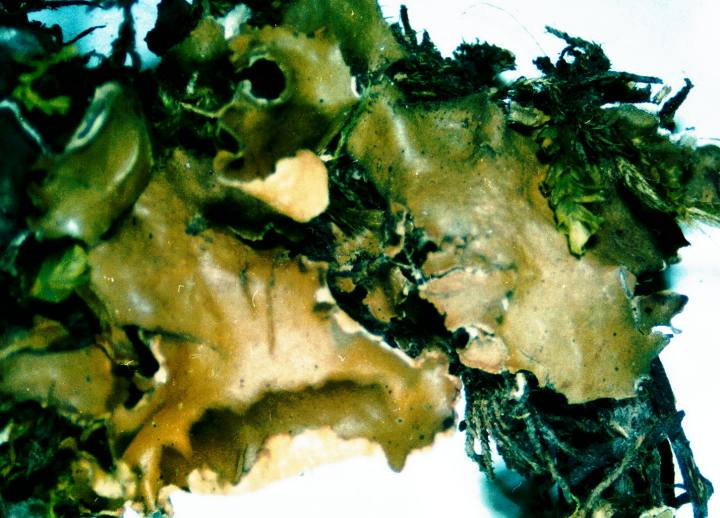
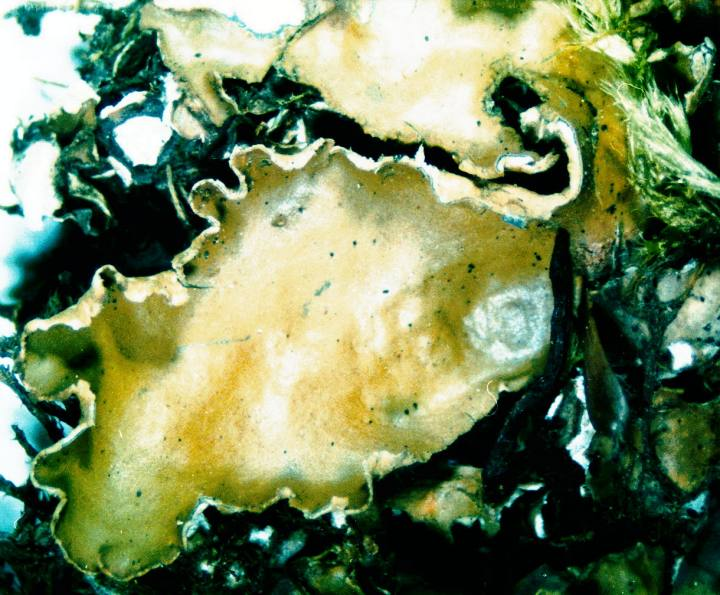
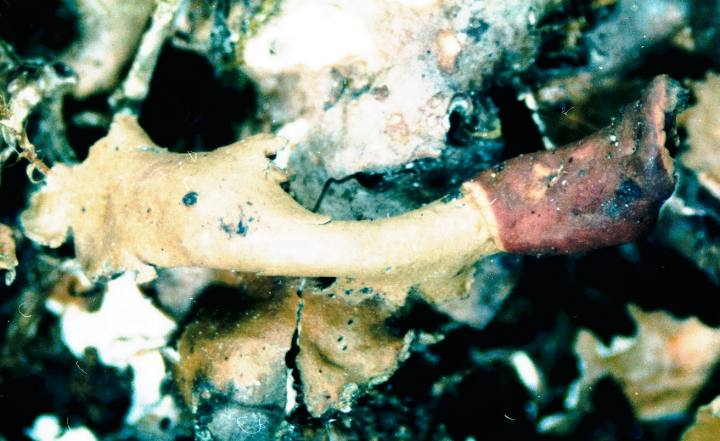
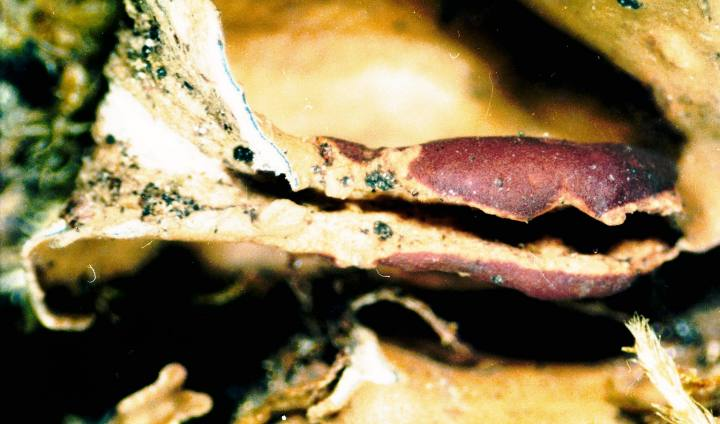
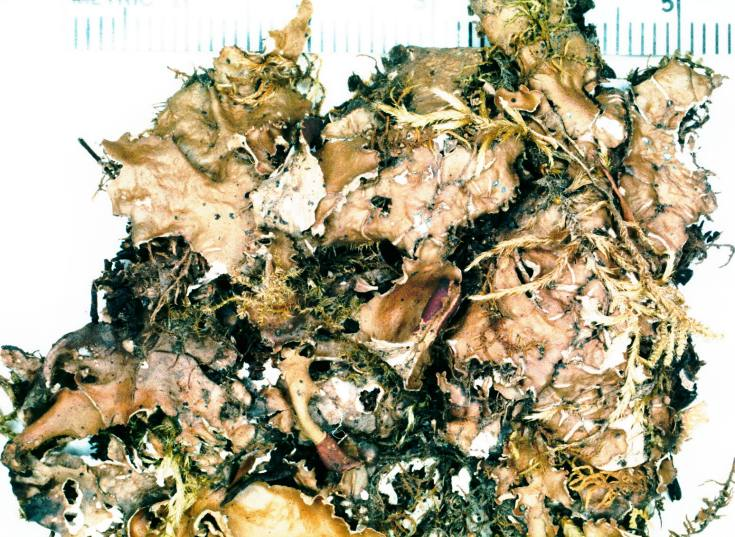